# Expedición Imperial Transantártica
La Expedición Imperial Transantártica (1914-1917), también conocida como Expedición Endurance, fue la última gran expedición de la edad heroica de la exploración de la Antártida. Diseñada por Ernest Shackleton, aspiraba a ser la primera en atravesar por tierra el continente antártico. Después de que en 1911 Roald Amundsen llegara al polo sur, Shackleton declaró que la travesía del continente era el «único gran objetivo principal de los viajes antárticos». La distancia a recorrer era de unos 2900 kilómetros, y la mitad del trayecto, entre el mar de Weddell y el polo sur, aún estaba sin explorar. La expedición no consiguió cumplir este propósito, pero es recordada como una historia épica de heroísmo y supervivencia.
Shackleton había estado en el Antártico entre 1901 y 1904 formando parte de la expedición Discovery, del capitán Scott, y había liderado la expedición Nimrod, desarrollada entre 1907 y 1909. La nueva expedición requería, por una parte, una tripulación principal que navegaría por el mar de Weddell y que desembarcaría en la costa, aproximadamente en la latitud 78°S, cerca de la bahía de Vahsel, como preparación para una marcha transcontinental en dirección al mar de Ross, atravesando el Polo Sur. Paralelamente, un grupo de apoyo, el equipo del mar de Ross, viajaría por el lado opuesto del continente, establecería un campamento en el estrecho de McMurdo y desde allí iría distribuyendo una serie de depósitos de suministro a lo largo de la barrera de hielo de Ross, al pie del glaciar Beardmore. Estos almacenes tenían que ser esenciales para la supervivencia del equipo transcontinental, ya que el equipo principal no podría trasladar todas las provisiones necesarias para tan larga travesía. La expedición disponía de dos barcos: el Endurance, que llevaría el equipo de Shackleton por el mar de Weddell, y el Aurora, a las órdenes del capitán Aeneas Mackintosh, que llevaría el equipo del mar de Ross hasta el estrecho de McMurdo.
El Endurance quedó atrapado en el hielo del mar de Weddell antes de llegar a la bahía de Vahsel y, a pesar de los esfuerzos por liberar el barco, este fue a la deriva hacia el norte sobre un bloque de hielo durante el invierno antártico de 1915. Finalmente, la presión del hielo acabó aplastando el casco y hundiendo la embarcación, si bien los 27 hombres de la tripulación tuvieron tiempo de salir y poner a salvo los víveres y enseres necesarios para sobrevivir. Después, estos hubieron de afrontar una serie de duras pruebas: meses de espera en campamentos improvisados sobre el hielo, un viaje en botes salvavidas a la isla Elefante, una segunda travesía de 1300 kilómetros en un bote abierto y el desafío de atravesar las montañas de Georgia del Sur. Al final, todos serían rescatados sin una sola baja.
Por su parte, el equipo del mar de Ross también tuvo que enfrentarse a graves dificultades, dificultades que, a la postre, resultarían más trágicas, ya que el Aurora fue arrancado de sus amarras durante un vendaval y no pudo regresar. Los depósitos de víveres se habían distribuido como estaba previsto, pero durante la operación tres hombres perdieron la vida.

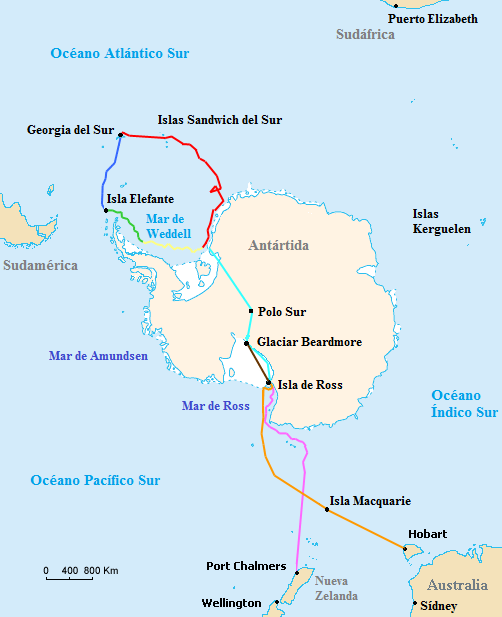
Mapa de las vías marítimas del Endurance el James Caird y el Aurora, la ruta de suministro terrestre del equipo del mar de Ross y la vía terrestre planeada por el equipo del mar de Weddell, encabezada por Ernest Shackleton en su Expedición Imperial Transantártica de 1914-1915:
Viaje del Endurance
Deriva del Endurance en el hielo
Deriva de los acampados sobre la banquisa después del hundimiento del Endurance
Viaje del James Caird
Ruta transantártica prevista
Viaje del Aurora a la Antártida
Retirada del Aurora
Ruta de suministro

## Preparativos

### Orígenes
Shackleton había vivido inquieto y sin muchos objetivos después de su retorno de la expedición Nimrod en 1909, a pesar del reconocimiento público porque había alcanzado el hito de llegar al punto más austral de la Tierra, que dejó establecido en 88°23'S. Se convirtió, en palabras del pionero esquiador británico Harry Brittain, en «un caballero un tanto disperso». La naturaleza de sus futuras operaciones antárticas dependía ahora de los éxitos de Scott en la expedición Terra Nova, que había empezado en Cardiff en julio de 1910.
Con la noticia de la inesperada conquista del polo sur por parte de Amundsen, el 11 de marzo de 1913, este dejó de ser un objetivo, con independencia de lo que pudiera conseguir la expedición de Scott. Shackleton escribió: «El descubrimiento del polo sur no será el final de las exploraciones antárticas». «La próxima operación», decía, «tendría que ser un viaje transcontinental de mar a mar, cruzando el polo». No podía estar seguro de que este trabajo le correspondiera a él, porque había otros candidatos. El 11 de diciembre de 1911, una expedición alemana comandada por Wilhelm Filchner había navegado desde Georgia del Sur con el propósito de penetrar en el mar de Weddell, establecer una base en el sur y desde allí intentar cruzar el continente hasta el mar de Ross. A finales de 1912, Filchner se retiró hacia Georgia del Sur, habiendo fracasado en su intento de establecer una base. Sin embargo, los posibles puntos de desembarco que descubrió en la bahía de Vahsel, cerca de los 78° de latitud, fueron anotados por Shackleton e incorporados en los planes de su expedición.
A raíz de las inquietantes noticias sobre el destino del capitán Scott y sus compañeros en el retorno de su viaje al polo sur, Shackleton inició los preparativos para su propia expedición transcontinental. Solicitó apoyo financiero a, entre otros, Tryggve Gran, de la expedición de Scott, y al ex primer ministro lord Rosebery, que mostraron poco interés. Gran fue evasivo; Rosebery, tajante: «Nunca he estado dispuesto a dedicar ni un céntimo a los polos».
Más receptivo se mostró William Speirs Bruce, líder de la Expedición Antártica Nacional Escocesa de 1902-1904, que tenía planes para una travesía antártica desde 1908, pero que había abandonado el proyecto por falta de fondos. Bruce aceptó encantado que Shackleton adoptara sus planes, aunque al final el proyecto anunciado por Shackleton le pareció poco ambicioso. El 29 de diciembre de 1913, después de adquirir el compromiso de retorno financiero, hizo público su anuncio en una carta en el diario The Times.

### El plan de Shackleton
Shackleton bautizó su expedición con el nombre de «Expedición Imperial Transantártica» y, para suscitar el interés del gran público, editó un programa detallado a principios de 1914. La expedición constaría de dos equipos y dos barcos. El equipo del mar de Weddell viajaría en el Endurance y actuaría en el área de la bahía de Vahsel, donde catorce hombres desembarcarían y seis de ellos, bajo el mando de Shackleton, formarían el grupo transcontinental. Este grupo, con cien perros, dos trineos motorizados y el equipo, que «contendría todo aquello que la experiencia del líder y sus asesores expertos sugiriesen», emprendería el viaje de 2900 km en dirección al mar de Ross. Los ocho miembros restantes harían trabajos científicos: tres irían a la tierra de Graham, tres a la tierra de Enderby y dos se quedarían en el campamento base.
El equipo del mar de Ross viajaría en el Aurora. Irían a la base del mar de Ross, en el estrecho de McMurdo, que estaba en el lado opuesto del continente. Después de desembarcar, instalarían almacenes en la ruta del grupo transcontinental y harían observaciones geológicas. El papel del equipo del mar de Ross era vital; el equipo de Shackleton llevaría suministros suficientes solo para llegar al pie del glaciar Beardmore. Su supervivencia durante los últimos 640 km hasta la base del mar de Ross dependería de los almacenes que se habrían instalado en coordenadas predeterminadas a lo largo de la barrera de hielo de Ross.
En su programa, Shackleton expresaba claramente la intención de que la travesía tenía que realizarse en la primera estación de 1914-1915. Más tarde vería la improbabilidad de hacerlo, y tendría que haber informado a Mackintosh, a cargo de la tripulación del mar de Ross, del cambio de planes. Desgraciadamente, según Ernest Perris, corresponsal del Daily Chronicle, este cable nunca se envió, una omisión que complicaba innecesariamente el trabajo del equipo del mar de Ross en aquella primera estación.

### Financiación
Shackleton pensaba que necesitaría 50 000 libras (unos 2,2 millones de libras de 2008) para sacar adelante la versión más simple de su plan y, como quería evitar las complejidades contables derivadas de las campañas de suscripción popular, prefirió solicitar contribuciones de patrocinadores ricos. Este proceso se inició a principios de 1913, inicialmente con poco éxito. La primera aportación significativa llegó en diciembre de 1913, cuando el gobierno le ofreció 10 000 libras, una suma estimable, pero solo la mitad de la que había aportado para permitir a Shackleton saldar las deudas de su aventura anterior. La Royal Geographical Society, de la que no esperaba nada, le dio 1000 libras.
Cuando el tiempo se acababa, entre la primavera y comienzos del verano de 1914 llegaron las aportaciones: el filántropo Dudley Docker, de la Birmingham Small Arms Company (BSA), donó 10 000 libras; la rica heredera del tabaco Janet Stancomb-Wills, una suma «generosa», aunque indeterminada; y, finalmente, el industrial escocés James Caird, 24 000 libras. «Este magnífico regalo me libera de toda ansiedad», declaró Shackleton al Morning Post.
Shackleton tenía ahora el dinero para continuar. Por 11 600 libras adquirió un barco de 300 toneladas Polaris, construido por el explorador belga Adrien de Gerlache para una expedición en Spitsbergen que a final no pudo realizarse. Shackleton lo renombró Endurance, inspirado en el lema de su familia, Fortitudine vincimus («Resistiendo venceremos»). También adquirió, por 3200 libras, el barco Aurora —utilizado en la expedición de Douglas Mawson—, de los astilleros de Hobart (Tasmania), para utilizarlo por el equipo del mar de Ross.
Aun así, la financiación seguía siendo fuente de preocupación para la organización de la expedición, que según estimaciones del Daily Mail en 1920 acabó costando 80 000 libras. Como medida de austeridad, la proporción de fondo asignada al equipo del mar de Ross fue reducida a la mitad, y su comandante, Aeneas Mackintosh, solo lo descubriría al llegar a Australia para empezar la operación. Mackintosh tuvo que regatear y reclamar dinero en efectivo y suministros para poder seguir adelante. La falta de dinero también dificultó la operación de rescate del equipo del mar de Ross cuando, en 1916, esta lo necesitó. Shackleton estuvo muy activo para recuperar gastos después de su retorno. Vendió los derechos exclusivos de la historia de la expedición al Daily Chronicle, y creó la Imperial Trans Antarctic Film Syndicate para aprovechar los derechos.

## Tripulación

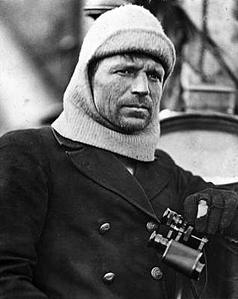
Frank Worsley, que capitaneó el Endurance.

No hubo escasez de voluntarios para apuntarse con Shackleton: recibió más de 5000 peticiones, incluida una de «tres chicas deportistas». Finalmente la tripulación se limitó a 56 hombres, 28 para cada parte de la expedición. Shackleton escogió a Frank Wild como segundo comandante, que ya había estado con él en la expedición Discovery, en la Nimrod, y había participado en la marcha para llegar al punto más austral en 1909. Wild acababa de volver de la Expedición Antártica Australiana de Mawson.
El oficial en jefe Tom Crean, un héroe de la Terra Nova, fue nombrado segundo oficial, junto con otro experto del Antártico, Alfred Cheetham, como tercer oficial. Dos veteranos más del Nimrod fueron asignados en el equipo del mar de Ross: su capitán, Aeneas Mackintosh, y Ernest Joyce. Para capitanear el Endurance, Shackleton quiso contar con John King Davis, que había capitaneado el Aurora durante la expedición Australiana Antártica, pero Davis lo rechazó, pensando que la empresa estaba «condenada al fracaso». Así pues, Shackleton dio el cargo a Frank Worsley, que, según se decía, se había apuntado a la expedición después de enterarse en un sueño. El equipo de seis científicos que acompañaban al Endurance estaba formado por dos cirujanos, Alexander Macklin y James McIlroy; el geólogo James Wordie; el biólogo Robert Clark; el físico Reginald James, y el meteorólogo Leonard Hussey, que editaría la narración de Shackleton sobre la expedición South. El fotógrafo Frank Hurley y el artista George Marston asegurarían la documentación en imágenes de la expedición.
La composición final del equipo del mar de Ross sería crítica. Algunos de los que habían salido de Gran Bretaña hacia Australia para embarcar en el Aurora renunciaron antes de zarpar hacia el mar de Ross, y un grupo amplio de la tripulación estuvo dudando hasta el último minuto. Solo Mackintosh y Joyce tenían alguna experiencia antártica previa, limitada de forma extrema en el caso del primero.

## Expedición

### El equipo del mar de Weddell

#### Viaje a través del hielo
El Endurance dejó Plymouth el 8 de agosto de 1914. Se detuvo brevemente en Buenos Aires, donde embarcaron Hurley William Bakewell y el polizón Perce Blackborow, que se añadieron a la tripulación. Después de una larga parada de un mes en Grytviken, Georgia del Sur, el Endurance zarpó rumbo a la Antártida el 5 de diciembre. Dos días más tarde, Shackleton se sorprendió al encontrar la banquisa muy al norte, en la latitud 57°26'S, que forzó el barco a maniobrar. Durante los días siguientes tuvieron más topetazos con bloques de hielo, hasta que el 14 de diciembre el hielo fue bastante grueso y detuvo el barco durante 24 horas. Tres días más tarde el barco se detenía otra vez. Shackleton comentó: «Me había preparado para condiciones difíciles en el mar de Weddell, pero contaba con que los bloques estarían más libres. Lo que nos estábamos encontrando era hielo bastante denso y de un carácter muy obstinado».

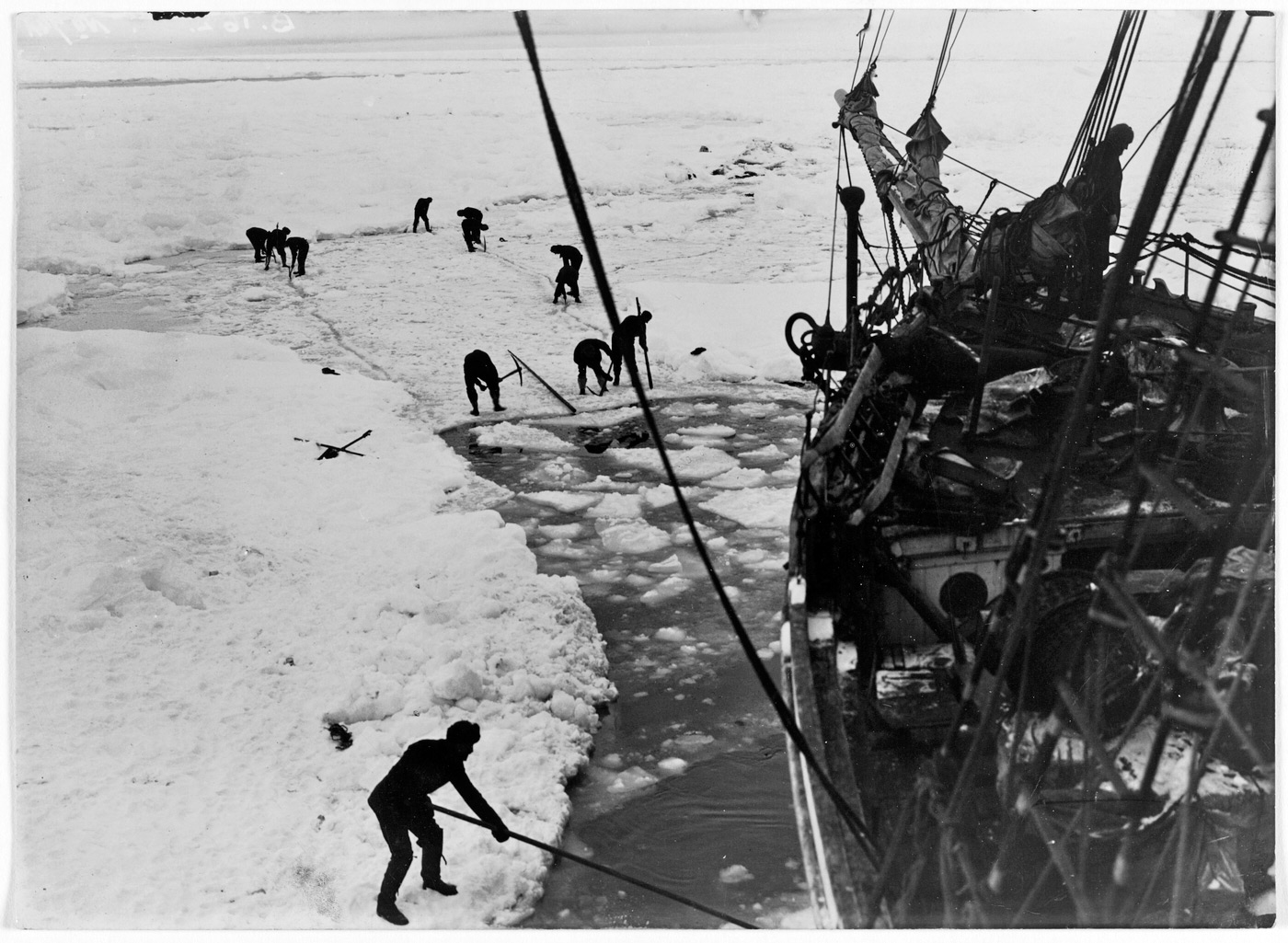
Trabajos para liberar el barco.

El avance se retrasaba por las frecuentes paradas hasta que las sondas abrieron el paso y el Endurance pudo continuar hacia el sur sin detenerse hasta el 22 de diciembre. Éste sería el ritmo en las dos semanas siguientes, con el barco adentrándose en el mar de Weddell. Posteriores retrasos moderaron el avance durante los primeros días de 1915, aunque entre el 7 y el 10 de enero un trayecto largo hacia el sur los llevó cerca de la pared de hielo de 30 metros que enmascaraba la región costera antártica de Tierra de Coats, descubierta en 1904 por William Speirs Bruce, que le dio nombre. El 15 de enero el Endurance estaba junto a un gran glaciar; en su orilla se formaba una bahía que parecía un lugar excelente para desembarcar. Sin embargo, estaban demasiado al norte de la bahía de Vahsel, «excepto en caso de extrema necesidad», una decisión de la cual, más tarde, Shackleton se arrepentiría. El 17 de enero, después de un largo trayecto de 200 kilómetros, el barco llegó a los 76°27'S; la tierra que observaban fue llamada Caird Coast por Shackleton, en honor de su patrocinador principal. El mal tiempo los obligó a refugiarse varados a sotavento.
Estaban cerca de la costa de Luitpold, en el extremo más austral de su destino, la bahía de Vahsel. Al día siguiente, el barco derivó unos 23 kilómetros hacia el oeste, continuó hacia el sur y, más tarde, ligeramente en dirección noroeste antes de detenerse totalmente. La posición era 76°34′S, 31°30′W. Pronto quedó claro que el Endurance estaba atrapado en el hielo. Continuaban los esfuerzos para liberarlo, y el 14 de febrero Shackleton ordenó a sus hombres cortar el hielo con cinceles, punzones, sierras y picos para tratar de abrir un pasaje, pero el esfuerzo resultó en vano. Shackleton no abandonó la esperanza de liberarse, pero ya preveía la «posibilidad de tener que pasar un invierno en la inhóspita superficie de la banquisa».

#### Deriva delEndurance

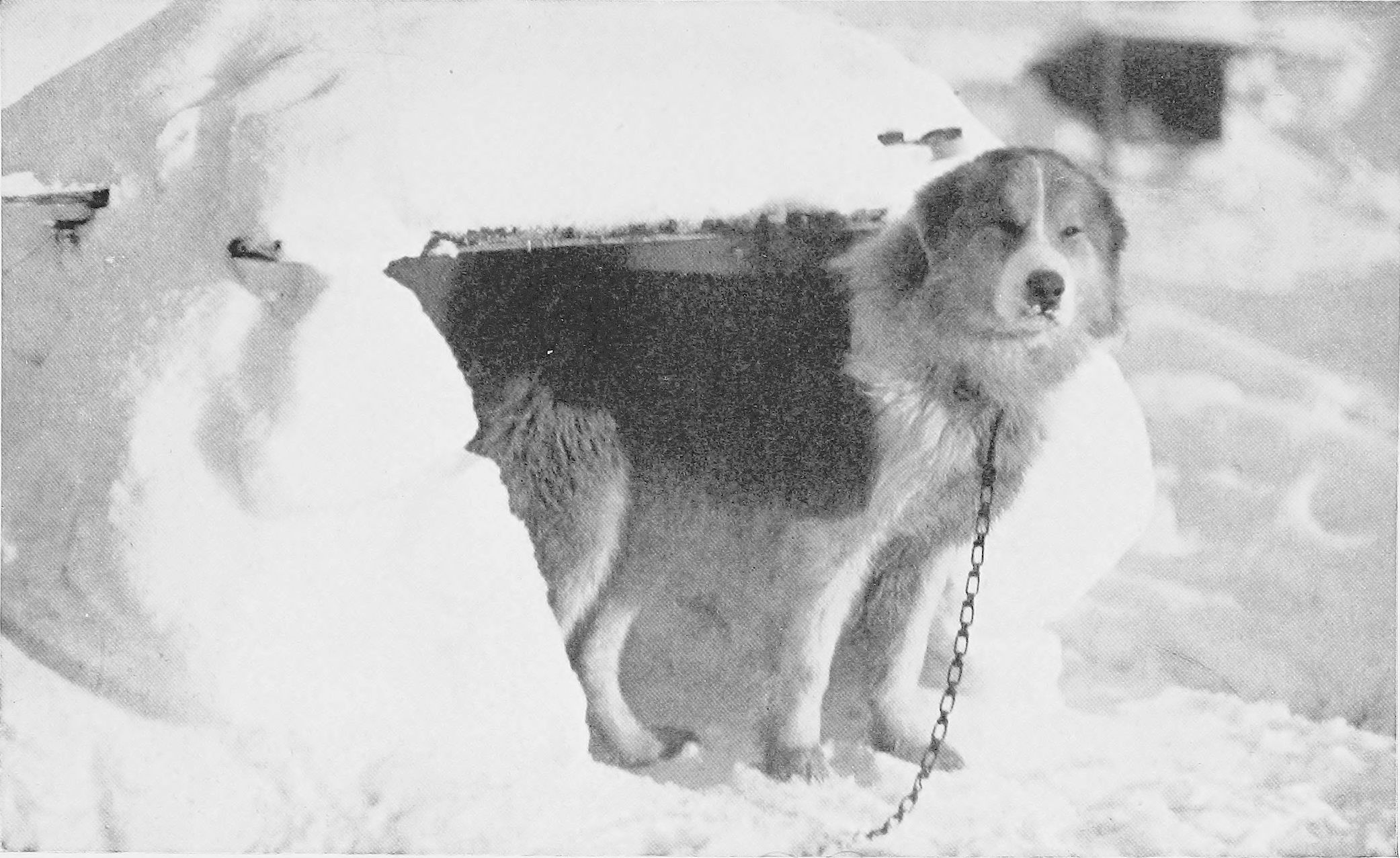
Sansón a la puerta de su perrera.

El 21 de febrero, el Endurance llegó a su latitud más austral, 76°58'S, y después empezó a moverse de forma continuada hacia el norte con la plataforma de hielo. El 24 de febrero, Shackleton, que se daba cuenta de que estarían en peligro durante el invierno, ordenó abandonar la rutina del barco. Los perros fueron desembarcados e instalados en perreras de hielo (dogloos), mientras que el interior del barco se dividió en estancias adaptadas para los diversos grupos de la tripulación: oficiales, científicos, ingenieros y marineros. Asimismo, se resintonizó el equipo de radio, pero el lugar estaba demasiado lejos como para recibir o hacer llegar señales.
Con respecto a la posibilidad de liberarse, Shackleton era consciente del reciente ejemplo del barco de Wilhelm Filchner, el Deutschland, que había quedado bloqueado por el hielo en la misma zona tres años antes: el 6 de marzo de 1912, después de que fallaran los intentos de establecer una base en tierra firme en la bahía de Vahsel, el barco de Filchner quedó atrapado a unos 320 kilómetros de la tierra de Coats, pero seis meses más tarde, en la latitud 63°37,' quedó libre y pudo ser gobernado hasta Georgia del Sur, así que una experiencia similar podría permitir al Endurance hacer un segundo intento para llegar a la bahía de Vahsel en la próxima primavera antártica.
Durante febrero y marzo la velocidad de la deriva del hielo fue muy baja. Al final de marzo Shackleton calculó que el barco había viajado solo 155 kilómetros desde el 19 de enero; sin embargo, al llegar el invierno la velocidad aumentó y la condición del hielo circundante iba cambiando. El 14 de abril Shackleton registraba el bloque próximo, que «se acumulaba y que se desplazaba contra las masas de hielo»; si el barco fuese atrapado en esta perturbación «se chafaría como una cáscara de huevo». En mayo, bien entrado el invierno, el barco estaba en 75°23′S, 42°14′O, y todavía iba a la deriva, generalmente en dirección norte. Estaría así como mínimo cuatro meses antes de que la primavera diera la oportunidad de una apertura del hielo, siendo posible que el Endurance no se liberara a tiempo para repetir el viaje hacia el área de la bahía de Vahsel. Shackleton reflexionaba sobre la posibilidad de encontrar un campamento de desembarco alternativo en la costa occidental del mar de Weddell, si fuera posible llegar a este lugar. «Mientras tanto, esperaremos», escribió.
Los meses de invierno de mayo, junio y julio fueron relativamente tranquilos y la principal tarea de Shackleton fue mantenerse en forma, entrenarse y mantener la moral, una tarea que, según parece, cumplía con maestría; jugaban al fútbol y hacían carreras de perros en el hielo y teatro por las noches. Las primeras señales de fractura del hielo ocurrieron el 22 de julio y el 1 de agosto, durante un vendaval del suroeste con nieve pesada. El Endurance estaba en la posición 72°26′S, 48°10′O y el banco de hielo empezó a romperse alrededor del barco, pero la presión forzaba las masas de hielo bajo la quilla y provocaba una importante escora a babor. La posición era peligrosa; Shackleton escribió: «El efecto de la presión a nuestro alrededor era impresionante. Inmensos bloques de hielo [...] se levantaban lentamente hasta que saltaban como huesos de cereza chafados entre los dedos [...] si alguna vez el barco quedara atrapado firmemente, su destino estaría marcado». Pero el peligro pasó y las semanas siguientes fueron tranquilas.
A principios de septiembre reaparecieron importantes golpes de mar que continuarían intermitentemente. El 30 de septiembre el barco soportó «la peor presión que hayamos experimentado». Resistió lo que su capitán, Worsley, describió como «una terrible presión que nos lanzaba de un lado al otro como una peonza una docena de veces». Shackleton había informado previamente a Worsley de que creía que el Endurance probablemente sería destruido cuando se liberara del hielo.
Aunque el Endurance se había mostrado capaz de resistir enormes presiones, la situación del barco ahora era espantosa, y el 24 de octubre el lado de estribor topó contra un gran témpano. La presión del hielo sobre el lado del barco aumentaba, hasta que el casco empezó a girar y astillarse; entonces el agua empezó a entrar en el barco. «Cuando el costillar se rompió hizo un ruido terrorífico» que los marineros más tarde describirían como los que producen los «grandes fuegos artificiales y la explosión de las armas».
Bajaron al hielo los suministros y tres botes salvavidas mientras la tripulación intentaba reforzar el casco del barco y bombear el agua que entraba en él, pero después de unos cuantos días, el 27 de octubre de 1915, y con temperaturas de -25 °C, Shackleton se vio forzado a dar la orden de abandonar el barco. La posición el día del abandono era 69°05′S, 51°30′O. El barco naufragado se mantuvo flotando durante unas semanas durante las cuales la tripulación salvó bastantes suministros y materiales, incluyendo las fotografías y cámaras de Hurley, que, inicialmente, se habían quedado dentro. De las, aproximadamente, 550 fotografías en placas de cristal, Hurley escogió las 150 mejores, el máximo que se podría llevar, y tuvo que romper el resto.

#### Campamento en el hielo
Ante la irremediable pérdida del barco, la idea del viaje transcontinental quedaba descartada, así que el único objetivo era ya asegurar la supervivencia de la tripulación. Para ello, Shackleton barajó tres posibles destinos: la isla de Cerro Nevado, base de la expedición sueca de Otto Nordenskiöld de 1902-1904, la isla Paulet, donde Shackleton sabía que había un almacén de alimentos, o la isla Robertson. Shackleton contaba con que podrían cruzar la tierra de Graham desde cualquiera de estas islas y desde allí llegar a los puntos balleneros adelantados de la bahía Wilhelmina. La distancia a Cerro Nevado desde la posición del naufragio fue estimada por Worsley en unos 500 kilómetros, a los que habría que añadir 190 kilómetros para salvar la bahía Wilhelmina. Además, tendrían que acarrear comida, combustible, un equipo de supervivencia y tres pesados botes salvavidas.

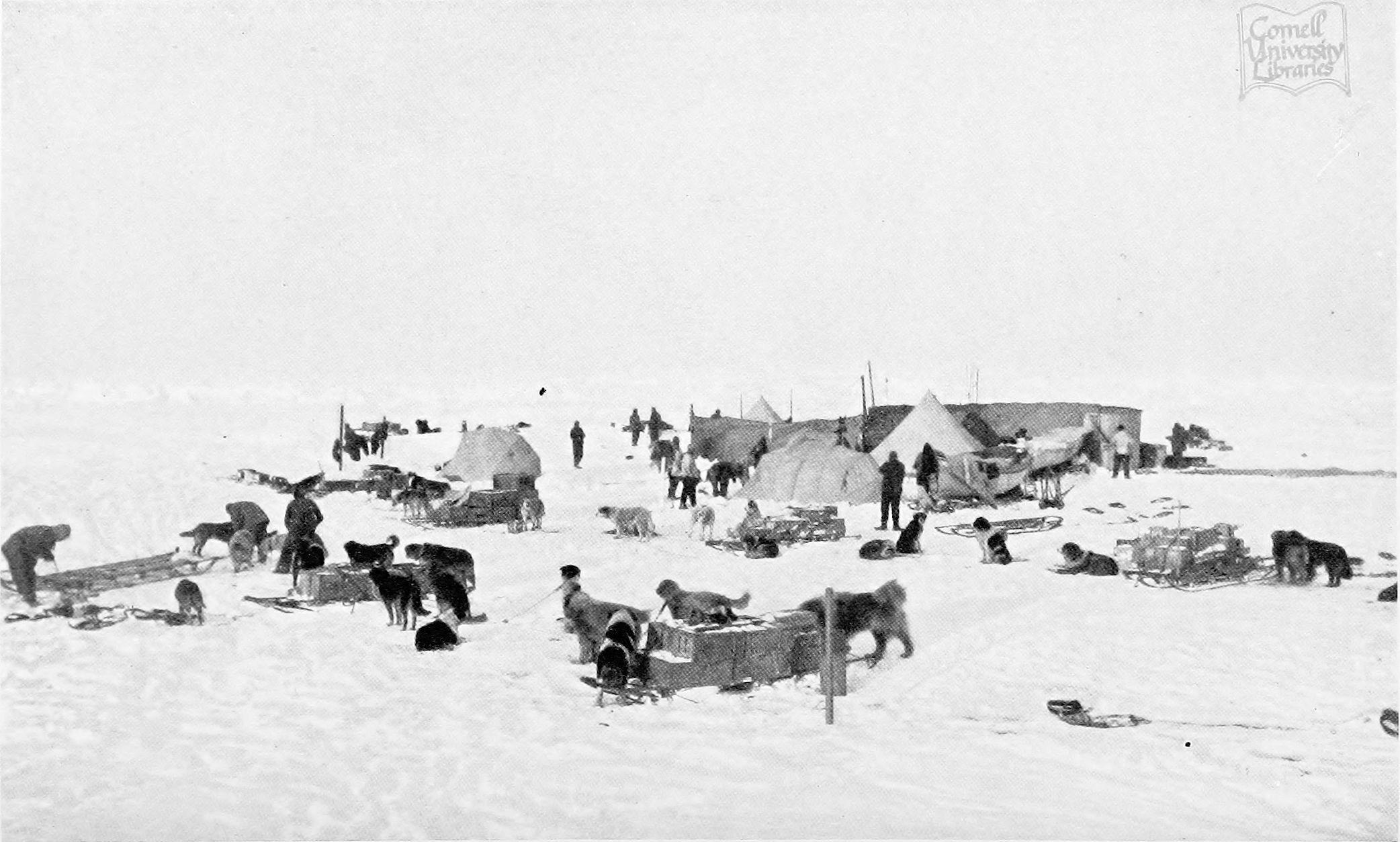
El campamento Océano.

La marcha empezó el 30 de octubre, pero los problemas aparecieron enseguida. El estado del hielo que los rodeaba hacía casi imposible el viaje. Como la presión horizontal había aumentado, el hielo se doblaba y se levantaba, formando crestas de presión de hasta tres metros de alto. Sobre esta superficie, en dos días la tripulación apenas consiguió avanzar tres kilómetros. El 1 de noviembre Shackleton decidió, conjuntamente con Wild y Worsley, abandonar la marcha, acampó y esperó la fractura del hielo. Llamaron «campamento Océano» al bloque de hielo plano y estable en el cual habían detenido su frustrada marcha. Continuaron visitando el Endurance, que todavía se estaba hundiendo en el hielo a corta distancia del campamento. Muchos de los suministros abandonados se continuaron recuperando hasta el 21 de noviembre de 1915, día en que el barco, finalmente, se hundió bajo el hielo. Desde el 1 de noviembre, la velocidad de deriva había empezado a aumentar y el 7 de noviembre ya era de unos cinco kilómetros por día. Antes del 5 de diciembre habían pasado los 68°S, pero la dirección estaba girando del este hacia el norte. Eso los llevaba hacia una posición desde donde sería difícil o imposible llegar a la isla de Cerro Nevado. Sin embargo, con esta nueva orientación, la isla Paulet se convertía en el destino objetivo. La isla estaba aproximadamente a unos 400 kilómetros y Shackleton estaba preocupado por poder reducir la longitud del viaje que sería necesario hacer con botes salvavidas para llegar. Por eso, el 21 de diciembre anunció una segunda marcha que empezaría el 23 de diciembre.
Las condiciones, sin embargo, no habían mejorado desde el intento anterior. La temperatura había aumentado y era incómodamente cálida. Al andar se hundían hasta las rodillas en la nieve blanda mientras luchaban por transportar los barcos a través de las crestas de presión. El 27 de diciembre, el carpintero del barco Harry McNish se rebeló y rechazó seguir trabajando. Argumentaba que, con el hundimiento del Endurance, las leyes del almirantazgo ya no eran aplicables y, por lo tanto, no estaba subordinado a las órdenes de Shackleton. La firme respuesta de éste llevó al carpintero a reconsiderar su actitud, pero el incidente nunca se olvidó. Posteriormente, McNish haría su propia contribución a la salvación del equipo pero, a pesar de eso, fue uno de los cuatro miembros de la tripulación a los cuales se les negó la concesión de la Medalla Polar. Dos días más tarde, con un progreso de solo doce kilómetros en siete días, Shackleton ordenó una parada, observando: «Nos harían falta trescientos días para llegar a tierra firme». El grupo volvió a plantar las tiendas y se estableció en lo que Shackleton nombró «campamento Paciencia», que sería su hogar durante más de tres meses. Los suministros empezaban a escasear. Hurley y Macklin regresaron al campamento del Océano para recuperar parte de la comida que habían dejado atrás para aliviar la carga. El 2 de febrero de 1916 Shackleton hizo volver a una parte del grupo para recuperar el tercer bote salvavidas, que también había sido abandonado. La escasez de alimentos se volvió crítica a medida que avanzaban las semanas. La carne de foca, que hasta ahora había añadido variedad a su régimen, se convirtió en un elemento de primera necesidad cuando Shackleton intentó conservar el resto de raciones empaquetadas.

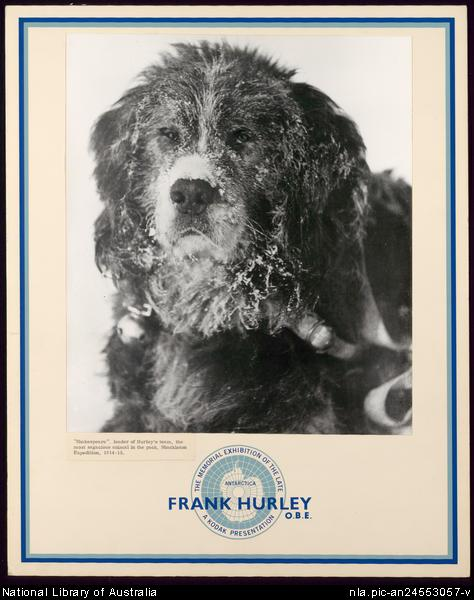
Shakespeare, el perro líder del equipo de Hurley.

Entre los perros se habían producido muchas bajas por accidentes o enfermedad los últimos meses. En enero, todos los perros restantes excepto dos grupos fueron sacrificados de un tiro por orden de Shackleton, porque las raciones de carne de foca que comían eran excesivas. Los dos grupos restantes serían sacrificados el 2 de abril, momento en que su carne fue una adición bienvenida a las raciones. También tuvo que ser sacrificada la mascota, el gato Mrs. Chippy. Mientras tanto, la tendencia de la deriva se volvió errática; después de mantenerse en torno a los 67° durante unas cuantas semanas, a finales de enero hubo una serie de rápidos movimientos hacia el norte-este que, antes del 17 de marzo, llevaron el campamento Paciencia a la latitud de la isla Paulet, pero casi 100 kilómetros al este.
Paradójicamente, la tierra estaba continuamente a la vista. La cumbre del monte Haddington, en la isla James Ross, estaba a la vista mientras el grupo se desplazaba lentamente. Con la isla Snow Hill y la isla Paulet ahora inaccesibles, Shackleton escribió el 25 de marzo que todas las esperanzas se fijaban en dos islas pequeñas en el norte de la tierra de Graham: la isla Clarence y la isla Elefante, a unos 160 kilómetros al norte de su posición. Con todo, pensó y decidió que la isla Decepción podría ser un mejor destino objetivo. Estaba lejos, en dirección oeste, hacia el final de la cadena que formaban las islas Shetland del Sur, pero la idea de Shackleton era conseguirlo saltando islas. La ventaja de esta opción residía en el hecho de que, a veces, era visitada por balleneros y podría contar con provisiones. Todos estos destinos exigirían un viaje peligroso en los botes salvavidas cuando finalmente se rompiera el bloque en el cual estaban atrapados. Antes de emprender este viaje, los botes salvavidas fueron bautizados con el nombre de los principales patrocinadores financieros de la expedición: James Caird, Dudley Docker y Stancomb Wills.

#### Viaje en bote salvavidas a la isla Elefante

Mapa de la isla Elefante. Se observa la punta Wild en la costa norte.

El final del campamento Paciencia llegó en la noche del 8 de abril, cuando el bloque de hielo se rompió de golpe. El asentamiento ahora se encontraba en una pequeña balsa triangular de hielo; una nueva fractura significaría el desastre, y Shackleton tenía a punto los botes salvavidas por si el grupo se tenía que ir repentinamente. Había decidido que, si era posible, intentarían llegar a la distante isla Decepción porque, según se decía, había una iglesia pequeña de madera levantada por los balleneros. Eso podría proporcionar una fuente de madera que les podría permitir construir un bote. A la una de la tarde del 9 de abril se lanzó el Dudley Docker, y una hora más tarde los tres barcos ya estaban en el mar. Shackleton comandaba el James Caird, Worsley el Dudley Docker, y el oficial Huberht Hudson estaba nominalmente a cargo del Stancomb Wills, aunque a causa de su precario estado mental, el mando real lo tenía Tom Crean. Los días siguientes fueron difíciles de forma extrema. Los barcos se movían entre el hielo dependiendo de las vías de agua que se iban abriendo con un progreso peligroso y errático. A menudo los barcos encallaban en los bloques de hielo, o se arrastraban sobre ellos, mientras los hombres acampaban y esperaban a que las condiciones mejoraran. Shackleton dudaba otra vez entre unos cuantos destinos potenciales y el 12 de abril rechazó las diversas opciones sobre las islas y se decidió por la bahía Esperanza, en la misma punta de la tierra de Graham. Sin embargo, las condiciones en los botes, con temperaturas a menudo inferiores a los 30 grados bajo cero, con poca comida y rodeados de agua glacial, estaban agotando a los hombres, físicamente y mentalmente, y Shackleton decidió que la isla Elefante, el más próximo de los refugios posibles, era ahora la única opción práctica.
El 14 de abril los botes estaban ante la costa sureste de la isla, pero no había ninguna opción de desembarcar, ya que la costa era un acantilado perpendicular de roca y glaciares. El día siguiente el James Caird rodeó el extremo oriental de la isla para llegar a la costa del norte, donde finalmente descubrieron una estrecha playa de guijarros en la cual Shackleton decidió desembarcar. Los tres barcos, que habían sido separados durante la noche previa, se reunieron otra vez en el punto de desembarco. Por las marcas de pleamar, vieron enseguida que esta playa no serviría para acampar a largo plazo. El día siguiente, Wild y la tripulación del Stancomb Wills exploraron la costa buscando algún lugar mejor. Regresaron con noticias de un largo espacio de tierra de once kilómetros al oeste, que parecía factible para acampar. Sin perder tiempo, los hombres regresaron a los barcos y se trasladaron a esta nueva localización, que más tarde bautizarían como Point Wild.

#### Viaje delJames Caird

Croquis del viaje de los botes salvavidas a la isla Elefante (en verde), y el viaje del James Caird desde isla Elefante hasta Georgia del Sur (en azul).

La isla Elefante era un lugar remoto, deshabitado y raramente visitado por balleneros u otros barcos. Si la expedición quería regresar a la civilización, sería necesario buscar ayuda. La única manera realista de hacerlo era reforzar uno de los barcos para viajar 1300 kilómetros a través del océano del Sur, hasta Georgia del Sur. Shackleton había abandonado la idea de trasladar a la tripulación a la isla Decepción (un «viaje infinitamente menos peligroso»), presumiblemente porque la condición física de su gente impedía asumir más exposiciones a los mares bravos de invierno. La Tierra del Fuego y las islas Malvinas estaban más próximas que Georgia del Sur, pero exigían navegar contra fuertes vientos.
Shackleton seleccionó a su tripulación: él mismo, Worsley como navegante, Crean, McNish, John Vincent y Timothy McCarthy. Shackleton dio instrucciones a McNish para acondicionar el James Caird y éste, hábilmente, le adosó con maderas y lonas una cubierta y reforzó la quilla con el mástil de uno de los botes. Frank Wild se quedó a cargo del grupo de isla Elefante, con instrucciones de marcharse hacia la isla Decepción la primavera siguiente en caso de que Shackleton no volviese. Shackleton tomó suministros solo para cuatro semanas, sabiendo que si no se había llegado a tierra dentro de aquel tiempo, el barco se habría perdido.
El James Caird, de sólo 6,85 metros, inició su travesía el 24 de abril de 1916. «Sorprendentes» e «increíbles» son las palabras que se suelen utilizar para describir el viaje en un bote abierto que estaba a punto de empezar.
Todo dependía de la precisión de la navegación de Worsley, basada en observaciones que se tendrían que hacer en las condiciones más adversas. El viento dominante era, afortunadamente, del noroeste, pero las condiciones de mar grueso enseguida empaparon todo el bote de agua glacial. Pronto el hielo formó una gruesa capa en el barco, moderando su travesía. El 5 de mayo un vendaval del noroeste casi ocasionó la destrucción del barco. Shackleton lo describió como «las olas mayores que había visto en veintiséis años en el mar». El 8 de mayo, gracias a la navegación de Worsley, se divisó Georgia del Sur, después de catorce días de lucha contra los elementos que habían llevado al barco y a sus ocupantes al límite de resistencia. Dos días más tarde, después de una prolongada lucha con el mar grueso y vientos de fuerza huracanada en el sur de la isla, la tripulación, agotada, llegaba a tierra en la bahía Rey Haakon.

#### Atravesando Georgia del Sur

Mapa de la isla de Georgia del Sur. Peggotty Camp estaba en la bahía profunda, en el costado suroeste, llamado Puerto del Príncipe Olav.

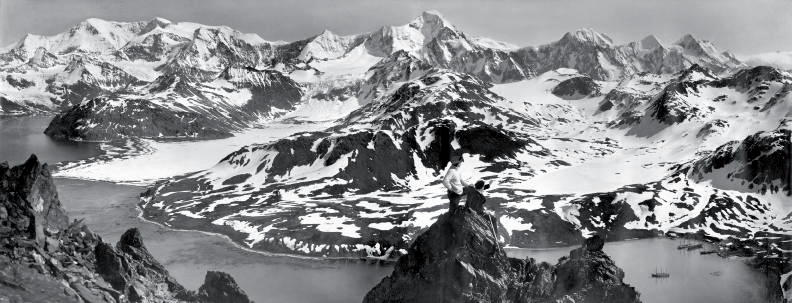
Interior de Georgia del Sur, fotografiado por Frank Hurley un año después de la travesía.

La llegada del James Caird a la bahía Rey Haakon fue seguida por un periodo de necesario descanso y recuperación, mientras Shackleton reflexionaba sobre el próximo movimiento. La poblada estación ballenera de Georgia del Sur estaba en la costa norte. Llegar allí obligaba a hacer otro viaje en barco en torno a la isla o a una travesía por tierra a través de su interior inexplorado. Las condiciones del James Caird y el estado físico de la tripulación, especialmente Vincent y McNish, significaba que solo la segunda de estas opciones era viable. Después de cinco días, la tripulación se desplazó en el barco una distancia corta hacia el este, al cabo de una profunda bahía que sería el punto de partida para la travesía. Shackleton, Worsley y Crean emprenderían el viaje por tierra, y «los otros se quedaron» en lo que bautizaron como «Peggotty Camp», de donde serían recogidos más tarde por un barco. Una tormenta el 18 de mayo retrasó su comienzo, pero a las dos en punto de la madrugada siguiente el tiempo estaba claro y tranquilo, y una hora más tarde el grupo inició la travesía.
Sin un mapa, la ruta que escogieron fue una conjetura. Antes del alba habían ascendido a 910 metros y se podía ver la costa norte. Estaban encima de la bahía Possession, cosa que quería decir que estaban demasiado hacia el oeste y necesitarían moverse hacia el este para llegar a Stromness, la estación ballenera de destino. Eso significaba hacer el primero de los diversos rodeos que alargarían el viaje y frustrarían a los hombres. Al final de aquel primer día, necesitaban bajar al valle que tenían debajo antes de caer la noche, y se arriesgaron deslizándose por una vertiente con un improvisado trineo hecho con una cuerda. No se plantearon descansar -viajaban a la luz de la luna- moviéndose hacia arriba, hacia la próxima cadena montañosa. El día siguiente de buena mañana, viendo Husvik por debajo de ellos, sabían que estaban en el buen camino. A las siete en punto de la mañana oyeron el sonido del silbato de vapor de la estación ballenera, «el primer sonido creado por un ser humano de fuera que había llegado a nuestros oídos desde que nos marchamos de la bahía de Stromness en diciembre de 1914». Después de un difícil descenso, que comportaba bajar por una cascada helada, por fin llegaban a un lugar seguro.
Shackleton, que no era un hombre religioso, escribió más tarde: «No tengo duda de que la Providencia nos ha guiado ... Yo sé que durante aquella larga y terrible marcha de treinta y seis horas sobre las montañas sin nombre y glaciares, a menudo me parecía que éramos cuatro y no tres». Esta imagen de un cuarto viajero -repetida por Worsley y Crean- fue recogida por T. S. Eliot en su poema La tierra yerma.

#### Rescate
La primera tarea de Shackleton al llegar a la estación Stromness fue pedir que sus tres compañeros en Peggoty Camp fueran recogidos. Se envió un ballenero rodeando la isla, con Worsley a bordo para mostrar el camino, y antes de la noche del 21 de mayo los seis miembros de la tripulación del James Caird estaban en lugar seguro.

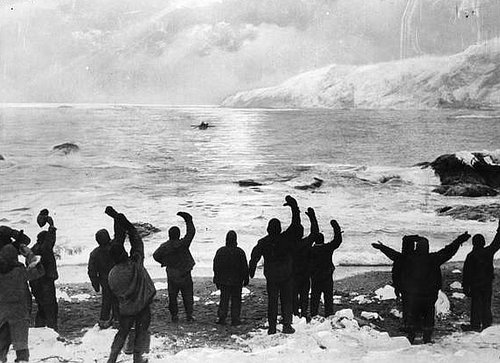
Retorno de Shackleton a la isla Elefante, el 30 de agosto de 1916. Los 22 hombres que habían quedado allí habían sobrevivido.

Hicieron falta cuatro intentos antes de que Shackleton pudiera regresar a la isla Elefante para rescatar al grupo que se había quedado allí. Primero lo intentó solo tres días después de llegar a Georgia del Sur, después de asegurarse el uso de un gran ballenero, el Cielo del Sur, que estaba atracado en Husvik harbour. Shackleton reunió a una tripulación de voluntarios preparada para navegar la mañana del 22 de mayo. Cuando el barco se acercaba a la isla Elefante, encontraron una barrera impenetrable de hielo a unos 110 kilómetros de ella. El Cielo del Sur no era un rompehielos y se retiró a Puerto Stanley, en las islas Malvinas. Al llegar a Puerto Stanley, Shackleton informó a Londres por cable del sitio donde estaban, y pidió que un barco adecuado fuera enviado hacia el sur para la operación de rescate. El almirantazgo le informó que no había nada disponible antes de octubre, que, en su opinión, era demasiado tarde. Entonces, con la ayuda del ministerio británico en Montevideo, Shackleton consiguió del Gobierno de Uruguay el préstamo de un barco de arrastre resistente, el Instituto de Pesca Nº. 1, capitaneado por Ruperto Elichiribehety, que marchó hacia el sur el 8 de junio. Otra vez el hielo frustraría sus planes. En busca de otro barco, Shackleton, Worsley y Crean viajaron a Punta Arenas, en Chile, donde encontraron a Allan MacDonald, propietario británico de la goleta Emma. McDonald equipó este barco para otro intento de rescate que partió el 12 de julio, pero con el mismo resultado negativo -la barrera de hielo volvió a impedirles el acceso otra vez. Ya estaban a mediados de agosto cuando Shackleton le solicitó auxilio al Gobierno chileno, y es acá donde aparece en la escena un personaje tranquilo y reservado, lo opuesto al ampuloso y exuberante británico. Marino de la escuela de pilotines, el piloto 2° Luis Pardo Villalón, quien se ofreció voluntario para la peligrosa misión. «Yó y mi tripulación». El barco, un viejo y pequeño Yelcho, de la Armada de Chile, un barco de vapor pequeño pero muy potente y resistente, con casco de metal y no contaba con radio, alumbrado eléctrico ni sistema alguno de telecomunicación; ni menos calefacción; además de que había ayudado al Emma durante el intento previo. Los barcos antárticos debían tener casco de madera para absorber los golpes de esas rocas flotantes que regaban los mares polares. Ya el 25 de agosto el Yelcho, al mando del capitán Luis Pardo Villalón, marchó a la isla Elefante. Esta vez, como escribió Shackleton, la providencia les favorecía. El mar estaba abierto y el barco se pudo acercar a la orilla de la isla, con una densa niebla. A las 11:40 del 30 de agosto la niebla se abrió, el campamento se distinguía y en una hora toda la tripulación de la isla Elefante estaba a bordo, navegando hacia Punta Arenas.

#### El grupo de la isla Elefante

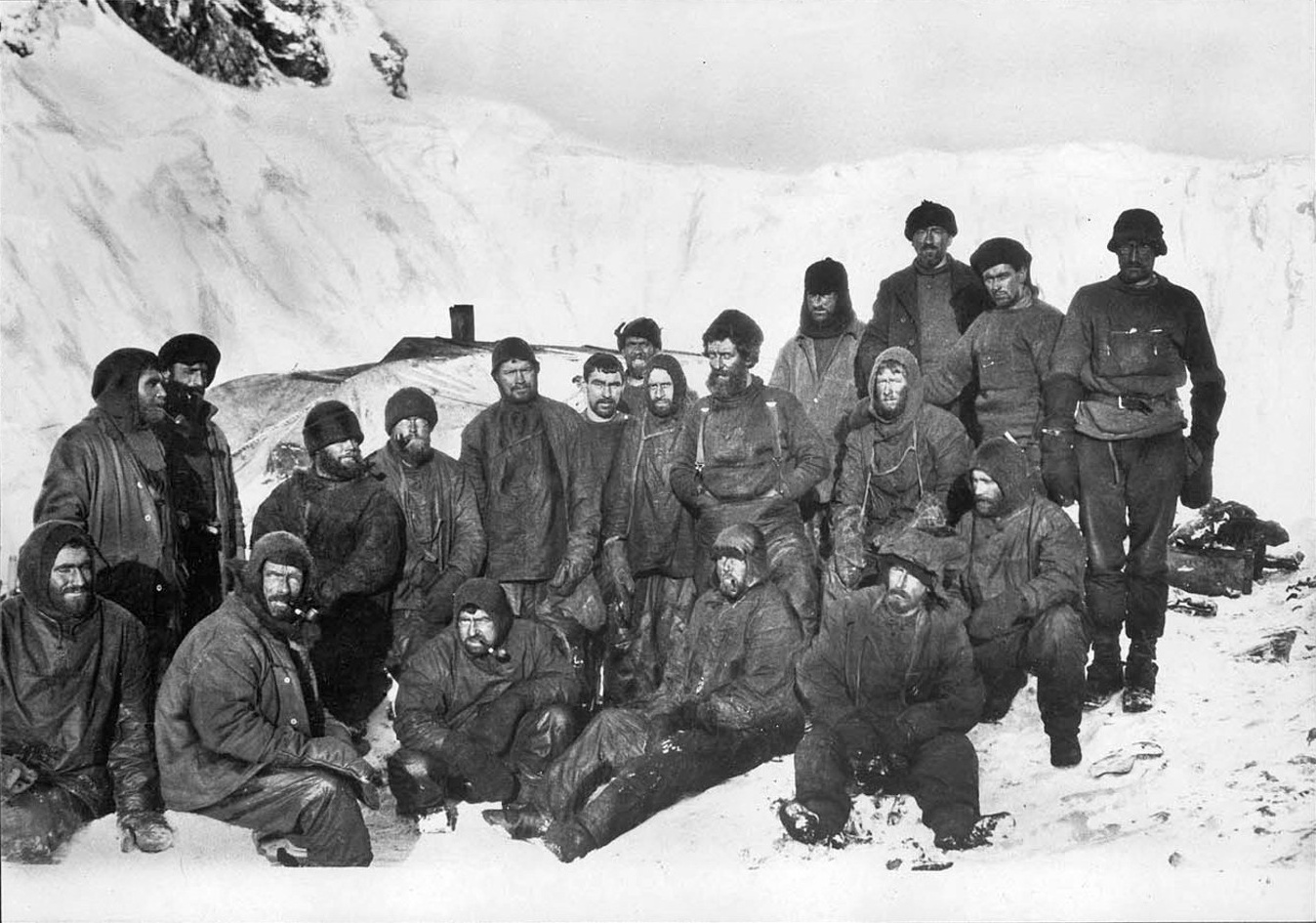
Los hombres que quedaron atrás en la isla Elefante (de izquierda a derecha): (fila posterior) Greenstreet, McIlroy, Marston, Wordie, James, Holness, Hudson, Stephenson, McLeod, Clark, Orde-Lees, Kerr, Macklin; (segunda fila) Green, Wild, How, Cheetham, Hussey, Bakewell; (al frente) Rickinson.

Después de que Shackleton se marchara con el James Caird, Frank Wild tomó el mando del grupo de la isla Elefante, parte del cual se encontraba en pésimo estado físico y mental. La primera necesidad era un refugio permanente contra el invierno del sur que rápidamente se acercaba. A sugerencia de Marston y Lionel Greenstreet, se improvisó una cabaña (con el sobrenombre de «Snuggery») tumbando los dos barcos y colocándolos sobre unos muros de piedra para proporcionar un espacio lo bastante alto para estar dentro. Por medio de lonas y otros materiales se consiguió hacerlo un tanto impermeable. Era un refugio duro pero efectivo. Nadie sabía cuánto tiempo tendrían que esperar el rescate. Wild, muy optimista, al principio preveía que sería un mes aproximadamente, y rechazaba almacenar carne de foca y pingüino para un largo periodo, porque eso, según su opinión, era derrotista. Esta actitud llevaba a desacuerdos agudos con Thomas Orde-Lees. Orde-Lees no era un hombre popular, y su presencia aparentemente hacía poco por mejorar la moral de sus compañeros, a menos que fuera como blanco de sus chistes.
Wild hacía lo que podía para establecer y mantener rutinas y actividades que aliviaran el tedio, mientras las semanas pasaban y la espera se extendía más allá de su optimista previsión inicial. Se estableció una vigilancia para la llegada supuestamente inminente del barco de rescate, turnos de cocina y de limpieza, y hacían salidas para cazar focas y pingüinos. se hacían conciertos los sábados y se celebraban los cumpleaños, pero nada podía detener la sensación creciente de abatimiento mientras los meses pasaban sin que hubiera signos del barco. Los dedos del pie izquierdo de Blackborow se gangrenaron por congelación, y el 15 de junio tuvieron que ser amputados por los cirujanos Macklin y James McIlroy en la cabaña, iluminada con velas. Utilizando los restos del cloroformo que se había conservado en los suministros médicos, la operación duró 55 minutos y fue un éxito total. El 23 de agosto, las decisiones de Wild con respecto a los alimentos se demostraron que eran erróneas. El mar circundante era denso, con banquisas que detendrían cualquier barco de rescate; los suministros alimenticios se estaban acabando y ningún pingüino se acercaba a tierra. Orde-Lees escribió: «Nos tendremos que comer a aquél que muera primero [...] hay mucho de cierto, decía en broma». Los pensamientos de Wild se iban orientando seriamente hacia la posibilidad de hacer un viaje en barco a la isla Decepción (planeó marcharse el 5 de octubre con la esperanza de cruzarse con algún ballenero) cuando, el 30 de agosto de 1916, el calvario se acabó de golpe con la aparición de la «Yelcho», que, sorteando el mar antártico en pleno invierno, embarcó a los náufragos y los condujo a salvo hasta la ciudad de Punta Arenas.

### El equipo del mar de Ross

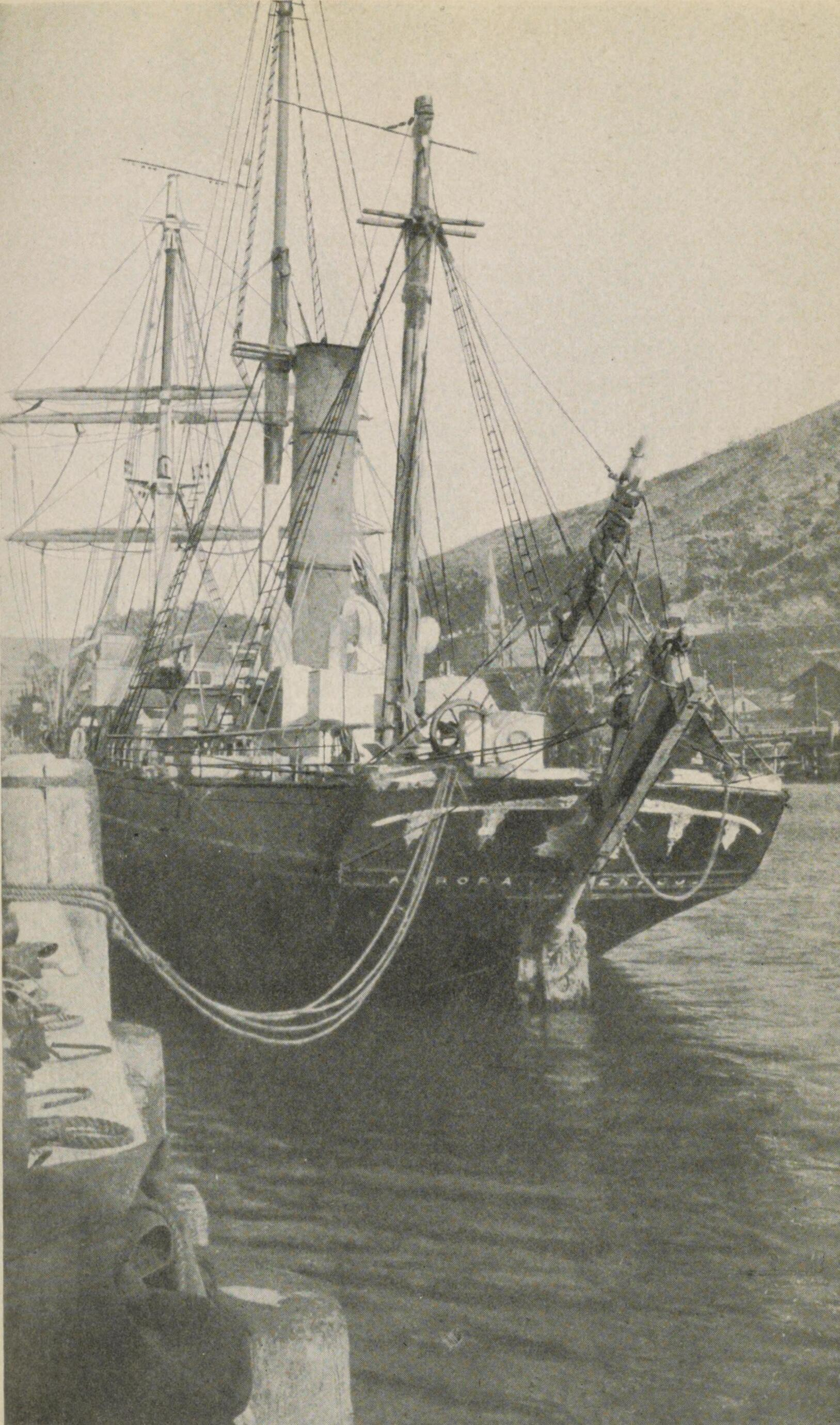
El Aurora en Nueva Zelanda (1916).

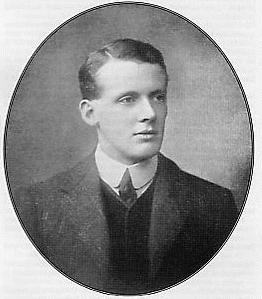
Arnold Spencer-Smith, el capellán de la tripulación del mar de Ross, que murió durante el viaje de instalación del almacén, en marzo de 1916.

El Aurora dejó Hobart el 24 de diciembre de 1914, habiéndose retrasado en Australia por problemas financieros y organizativos. Su llegada al estrecho de McMurdo el 15 de enero de 1915 fue más tarde de lo que estaba planeado, pero el comandante de la nave, Aeneas Mackintosh, hizo planes inmediatos para un viaje para dejar un almacén en la barrera de hielo Ross, pensando en Shackleton que estaría realizando su planeada travesía desde el mar de Weddell. Ni los hombres ni los perros se aclimataron, y la tripulación era, globalmente, muy inexperta en las condiciones del hielo. Este primer viaje al hielo causó la pérdida de diez de los dieciocho perros, un almacén incompleto, y dejó al grupo de tierra bastante desmoralizado.
Lo peor llegó en mayo, cuando el Aurora, anclado en la base del cabo Evans, fue desplazado mar adentro durante un vendaval y no pudo volver porque lo atrapó un bloque de hielo. Avanzó con el hielo hasta el 12 de febrero de 1916, una distancia de unos 2600 kilómetros, antes de liberarse y llegar en muy mal estado a Nueva Zelanda. El barco llevaba la mayor parte del combustible de la tripulación de costa, raciones alimenticias, ropa y equipo, aunque afortunadamente las raciones que iban en trineo para los almacenes se habían desembarcado en tierra. Sin embargo, para continuar su misión el equipo abandonado en la costa tuvo que proveerse y equiparse con restos abandonados de expediciones anteriores, especialmente de la expedición Terra Nova de Robert Falcon Scott. Gracias a las ingeniosas improvisaciones de la tripulación, la preparación del almacén de la segunda temporada empezó según estaba previsto, en septiembre de 1915.
Durante los meses siguientes y con un esfuerzo supremo, se instalaron los almacenes previstos a lo largo de la barrera de hielo de Ross hasta el glaciar Beardmore. En el viaje de regreso, el grupo entero tuvo un ataque de escorbuto. Durante la lucha para regresar a la base Arnold Spencer-Smith, el capellán de la expedición y fotógrafo cayó y murió en el hielo. El resto llegó al refugio provisional de punto de Cabañas, donde se recuperaron. El 8 de mayo de 1916 Mackintosh y Hayward decidían caminar a través del inestable mar de hielo hacia el cabo Evans, pero fueron engullidos por una nevasca y no se los volvió a ver. Los siete supervivientes tuvieron que pasar ocho meses más de dificultades antes de que el 10 de enero de 1917 llegara el Aurora, que había sido reparado en Nueva Zelanda, y los devolviera a la civilización.
Shackleton acompañó al Aurora como un oficial más, porque los Gobiernos de Nueva Zelanda, Australia y Gran Bretaña, que eran los que organizaban el rescate, le negaron el mando. Así participó en los rescates de las dos partes de su expedición, pero su actitud caprichosa en los preparativos iniciales para organizar el equipo del mar de Ross se habían vuelto en contra de él. A pesar de sus comienzos caóticos, su desorden, la pérdida desastrosa del Aurora y las tres muertes, el equipo del mar de Ross fue la única parte de la expedición que cumplió entera su misión original, aunque los fracasos del equipo del mar de Weddell significaron que habían hecho un trabajo inútil.

## Regreso a la civilización
La tripulación rescatada, que había tenido su último contacto con la civilización en 1914, no era consciente del curso de la Primera Guerra Mundial. Las noticias de la llegada de Shackleton a las Malvinas eclipsaron brevemente las noticias de guerra en los diarios británicos el 2 de junio de 1916. La expedición volvía a casa de manera gradual, en un momento crítico de la guerra, sin los honores normales ni recepciones ciudadanas. Cuando finalmente el mismo Shackleton llegó a Inglaterra, el 29 de mayo de 1917, después de una corta gira de conferencias por América, su regreso pasó casi desapercibido. La mayoría de los miembros de la expedición se enrolaron inmediatamente como militares activos o al servicio naval. Antes de que la guerra se acabara, dos de ellos -Timo McCarthy y el veterano marinero Alfred Cheetham- habían muerto en acción, y Ernest Wild, del equipo del mar de Ross, había muerto de fiebre tifoidea mientras servía en el Mediterráneo. Otros fueron heridos de gravedad, y muchos recibieron condecoraciones al valor. Después de una misión de propaganda en Buenos Aires, Shackleton, durante las últimas semanas de la guerra, estuvo al servicio especial en Múrmansk, con el grado de comandante del ejército. Eso lo ocuparía hasta marzo de 1919. Después organizó la última expedición antártica, la Expedición Shackleton–Rowett, con el Quest, que dejó Londres el 17 de septiembre de 1921. Shackleton murió de un ataque cardíaco el 5 de enero de 1922, mientras el Quest estaba anclado en Georgia del Sur.
Wild, Worsley, Macklin, McIlroy, Hussey Alexander Kerr, Thomas McLeod y el cocinero Charles Green, del  Endurance, navegaban con el Quest. Después de la muerte de Shackleton, el proyecto original de la expedición, que incluía una exploración de la Tierra de Enderby, fue abandonado. Wild hizo una breve travesía para acercarse a la isla Elefante y anclaron delante del cabo Wild, desde donde podían ver los viejos signos de su estancia, pero las condiciones del mar hicieron imposible desembarcar.
Tuvieron que pasar más de cuarenta años antes de que se culminara la primera travesía de la Antártida, que hizo la expedición transantártica de la Commonwealth entre 1955-1958. Esta expedición empezó desde la bahía de Vahsel siguiendo una ruta que evitaba el glaciar Beardmore. Pasó por fuera de la barrera de hielo de Ross y llegó al estrecho de McMurdo después de hacer el descenso por el glaciar Skelton. El viaje entero duró noventa y ocho días.

## Cronología
|  | Fecha                   | Duración después de la salida de Londres | Descripción                                                               |
|  | ----------------------- | ---------------------------------------- | ------------------------------------------------------------------------- |
|  | 5 de diciembre de 1914  | 3 meses y 27 días                        | Salida de Grytviken, en Georgia del Sur                                   |
|  | 7 de diciembre de 1914  | 3 meses y 29 días                        | Entra en la banquisa                                                      |
|  | 19 de enero de 1915     | 5 meses y 10 días                        | El Endurance queda atrapado en el hielo                                   |
|  | 27 de octubre de 1915   | 14 meses y 19 días                       | La tripulación abandona el Endurance                                      |
|  | 21 de noviembre de 1915 | 15 meses y 13 días                       | El Endurance se hunde                                                     |
|  | 9 de abril de 1916      | 20 meses y 1 día                         | Lanzan al mar los botes                                                   |
|  | 14 de abril de 1916     | -                                        | Atracan en la isla Elefante                                               |
|  | 24 de abril de 1916     | -                                        | Salida del James Caird. Los 22 hombres restantes acampan en isla Elefante |
|  | 10 de mayo de 1916      | -                                        | Llegada a Georgia del Sur                                                 |
|  | 20 de mayo de 1916      | 21 meses y 12 días                       | Llegan a Stromness                                                        |
|  | 30 de agosto de 1916    | 24 meses y 22 días                       | Los tripulantes de la Yelcho llegan a la isla Elefante                    |

|  | Fecha                          | Descripción                                                                          |
|  | ------------------------------ | ------------------------------------------------------------------------------------ |
|  | 24 de diciembre de 1914        | Partida de Hobart                                                                    |
|  | 16 de enero de 1915            | Atracado en el cabo Evans                                                            |
|  | 24 de enero de 1915            | Desembarco sobre el hielo y establecimiento de los primeros depósitos de provisiones |
|  | 28 de febrero de 1915          | Inicio de la vuelta al campamento base                                               |
|  | 25 de marzo de 1915            | Llegada a la península de Hut Point y espera                                         |
|  | 7 de mayo de 1915              | El Aurora rompe las amarras y deriva                                                 |
|  | primeros de septiembre de 1915 | Lanzamiento de la nueva campaña de depósitos de provisiones con el cabo Evans        |
|  | 18 de enero de 1916            | Depósito a 82°S                                                                      |
|  | 27 de enero de 1916            | Llegada a 83°30'S y regreso al campamento base                                       |
|  | 9 de marzo de 1916             | Muerte de Spencer-Smith                                                              |
|  | 11 de marzo de 1916            | Retorno provisional a Hut point                                                      |
|  | 18 de marzo de 1916            | Los cinco hombres se instalan en Hut point                                           |
|  | 8 de mayo de 1916              | Desaparición de Mackintosh y de Hayward                                              |
|  | 15 de julio de 1916            | Regreso al cabo Evans y espera                                                       |
|  | 10 de enero de 1917            | Llegada de auxilio                                                                   |